# Myrmica faniensis
Myrmica faniensis é uma espécie de insecto da família Formicidae.
É endémica de Bélgica.